# Typosyllis edensis
Typosyllis edensis är en ringmaskart som beskrevs av Hartmann-Schröder 1989. Typosyllis edensis ingår i släktet Typosyllis och familjen Syllidae. Inga underarter finns listade i Catalogue of Life.